# Setagaya

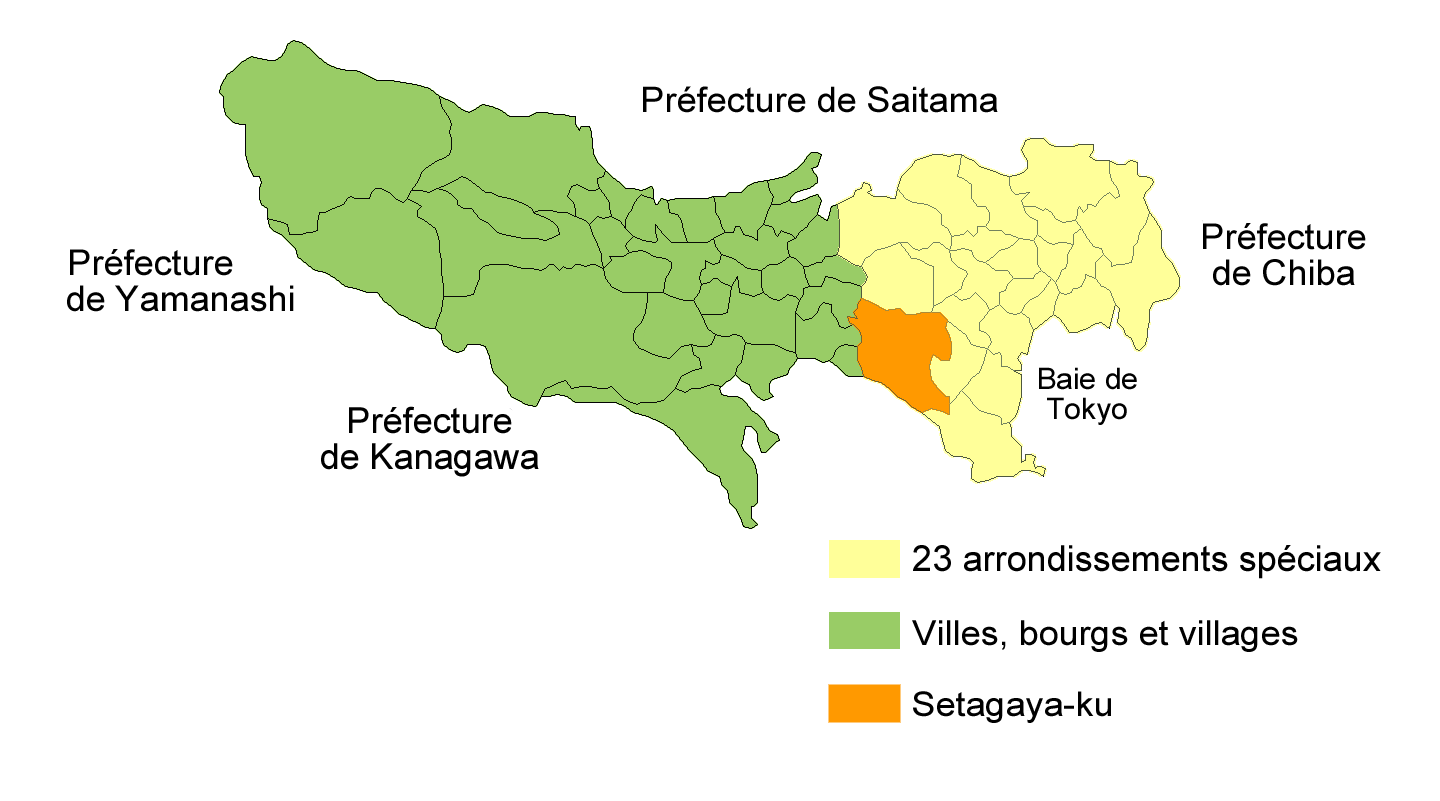
Situation de Setagaya-ku dans la préfecture de Tokyo.

Setagaya (世田谷区, Setagaya-ku) est le plus peuplé des vingt-trois arrondissements spéciaux de Tokyo au Japon.

## Géographie
La rivière s'y forme par la confluence des rivières Kitazawa de Karasuyama.

## Démographie
En 2023, la population de l'arrondissement de Setagaya était de 918 769 habitants répartis sur une superficie de 58,08 km2. Il s'agit de l'arrondissement le plus peuplé de Tokyo et de la préfecture de Tokyo, et du deuxième plus vaste.

## Histoire
L'arrondissement a été fondé officiellement le 15 mars 1947 à la suite de la scission des arrondissements spéciaux d'avec la ville de Tokyo et forme l'un des vingt-trois arrondissement spéciaux de Tokyo.
Durant l'époque d'Edo, 42 villages occupaient cette zone mais, à la suite de l'abolition du système han en 1871, une partie de la zone fut intégrée à la préfecture de Tokyo tandis qu'une autre partie fut intégrée à la préfecture de Kanagawa.
Setagaya est notamment connu pour son parc olympique fondé pour les Jeux olympiques d'été de 1964.

## Quartiers
- Setagaya
- Sangenjaya
- Shimo-Kitazawa
- Tamagawa (ja)

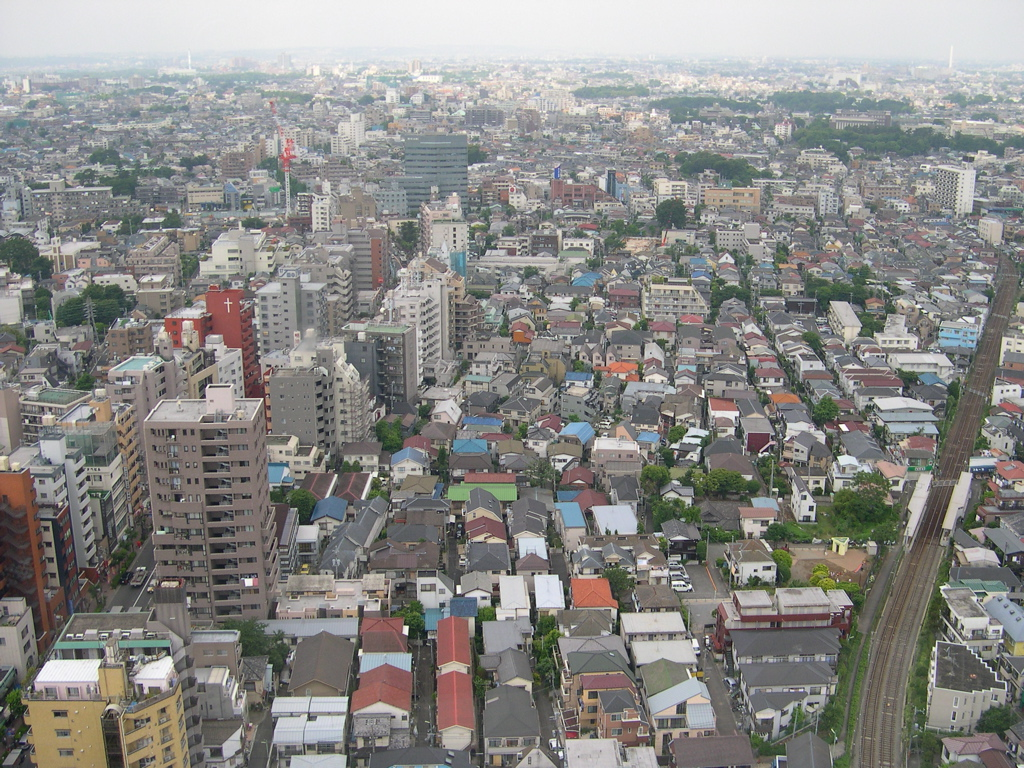
Sud de Setagaya.

Setagaya a généralement une réputation d’arrondissement résidentiel bourgeois. Une caractérisation à relativiser, dans la mesure où ses habitants gagnent en moyenne moins que ceux de six autres arrondissements de la capitale. 
Cette réputation est en partie due à la présence de plusieurs de studios de cinéma (notamment les studios PCL, un des prédécesseurs des studios Toho ou Tsuburaya Productions producteurs de la franchise Ultraman) ainsi que le Centre de recherche de la NHK, ce qui vaut a Seijogakuen-Mae l’appellation de Beverly Hills de Tokyo, du fait de la présence d'artistes et de professionnels du secteur.

## Éducation
- Université de Seijo
- Université Nihon
- Université des beaux-arts Tama

## Compagnie
- Coat Corporation

## Transport

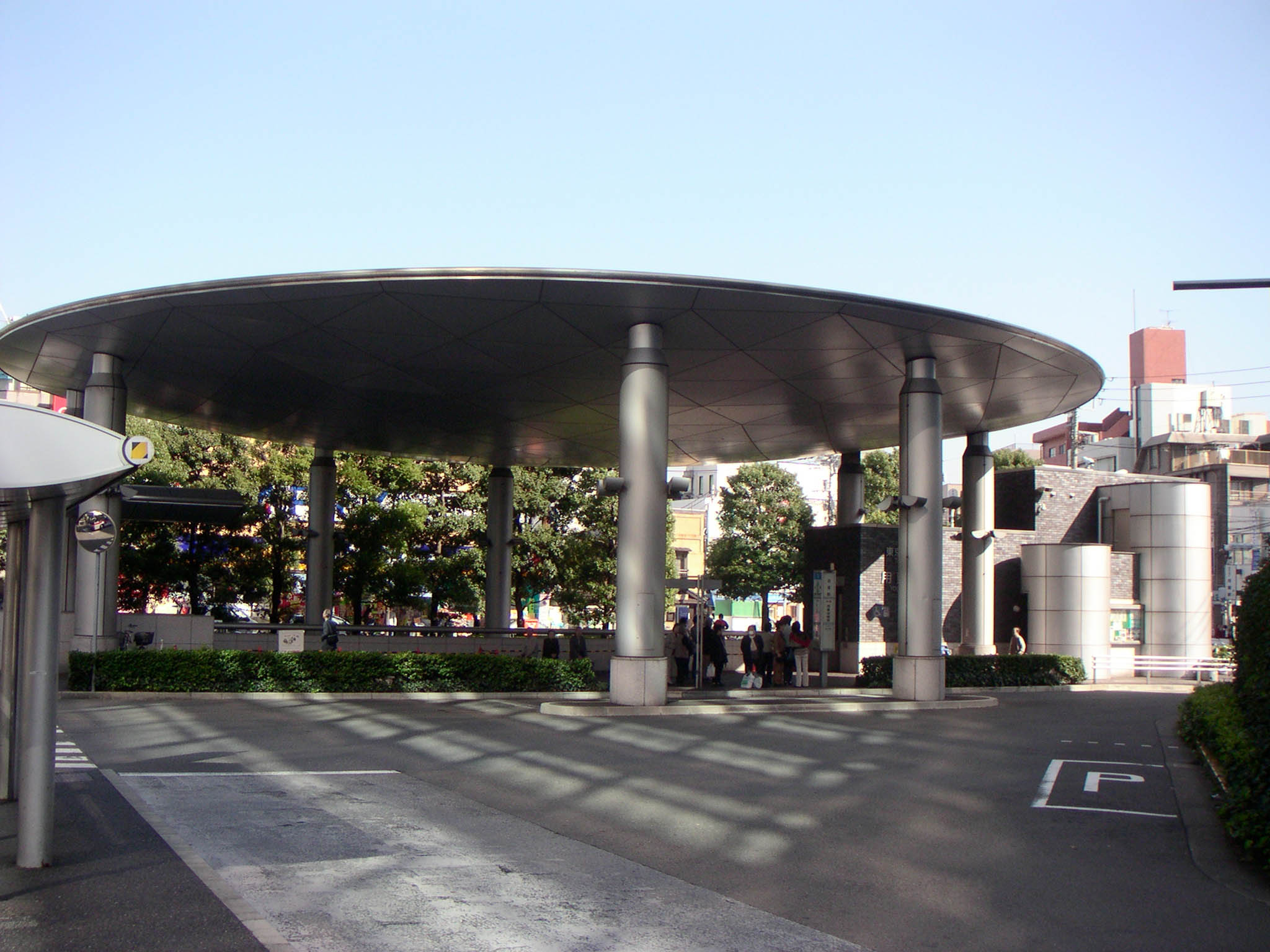
Gare de Yoga.

### Rail
- Keiō :
  - Keiō : gares de Daitabashi, de Meidai-mae, de Shimo-Takaido, de Sakurajōsui, de Kami-Kitazawa, de Roka-Kōen et de Chitose-Karasuyama
  - Inokashira : gares d'Ikenoue, de Shimo-Kitazawa, de Shin-Daita, de Higashi-Matsubara et de Meidaimae
- Tōkyū :
  - Setagaya : stations de Sangen-Jaya, de Nishi-Taishidō, de Wakabayashi, de Shōin-Jinjamae, de Setagaya, de Kami Machi, de Miyanosaka, de Yamashita, de Matsubara et de Shimo-Takaido
  - Den-en-toshi : gares d'Ikejiri-Ōhashi, de Sangen-Jaya, de Komazawa-Daigaku, de Sakura-Shinmachi, de Yoga et de Futako-Tamagawa
  - Ōimachi : gares de Kuhonbutsu, d'Oyamadai, de Todoroki et de Kaminoge
  - Meguro : gare d'Okusawa
- Odakyū :
  - Odawara : gares de Higashi-Kitazawa, de Shimo-Kitazawa, de Setagaya-Daita, d'Umegaoka, de Gōtoku-ji, de Kyōdō, de Chitose-Funabashi, de Soshigaya-Okura, de Seijogakuen-Mae et de Kitami

## Personnalités liées à l'arrondissement
- Satoshi Tajiri (1965-), producteur et créateur de jeux vidéo
- Kiyoshi Komori (1920-2003), réalisateur
- Hideo Kojima (1963-), producteur et créateur de jeux vidéo
- Shiro Sagisu (1957-), compositeur
- Shigeru Ban (1957-), architecte

## Lieux et immeubles remarquables
- M2, bâtiment réalisé par Kengo Kuma